# Bellanger Beach
Bellanger Beach ist ein Sandstrand im Süden des australischen Bundesstaats Western Australia. Er liegt bei Normalup.
Der Strand ist 9,7 Kilometer lang und bis zu 60 Meter breit. Er öffnet sich in Richtung Süden.
Bellanger Beach wird nicht von Rettungsschwimmern bewacht. Außerdem ist er nur mit Vierradantrieb oder zu Fuß erreichbar.